# سيدني كوبر
سيدني كوبر (5 فبراير 1913 - 20 يناير 1982) (بالإنجليزية: Sydney Cooper)‏ هو لاعب كريكت بريطاني (وحمل سابقاً جنسية المملكة المتحدة لبريطانيا العظمى وأيرلندا).